# Piotr Wasilik
Piotr Wasilik ps. Kuba (ur. 1901 w Majdanie Nepryskim, zm. czerwiec 1944 w Lublinie) – starszy sierżant Wojska Polskiego i Armii Krajowej.
W czasie okupacji niemieckiej dowodził oddziałem partyzanckim w Rejonie AK Józefów (Obwód Biłgoraj AK). Stan osobowy jego kompanii wynosił ok. 150 ludzi. Brał udział w wielu bitwach podczas Powstania Zamojskiego w 1942/43 roku. Zamordowany przez Gestapo na zamku w Lublinie. Mieszkał w Pulczynowie.